# Nephropsis malhaensis
Nephropsis malhaensis is een kreeftensoort uit de familie van de Nephropidae. De wetenschappelijke naam van de soort is voor het eerst geldig gepubliceerd in 1910 door Borradaile.